# او (سن-ماریتیم)
او (به فرانسوی: Eu) کمونی است در شهرستان سن-ماریتیم در ناحیهٔ نورماندی علیا در شمال فرانسه.
او در نزدیکی کرانه‌های خاوری شهرستان و در مرز پیکاردی جای دارد. اهالی او را در زبان فرانسوی اودوا (به فرانسوی: Eudois) می‌خوانند. 
کنت‌نشین او در ۹۹۶ میلادی به دست ریشار یکم، دوک نورماندی تأسیس‌شد. 